# Jo Mersa Marley
Joseph Mersa Marley, más conocido como Joe Mersa (Kingston, 12 de marzo de 1991-Miami, Florida; 27 de diciembre de 2022) fue un cantante estadounidense, originario de Jamaica. Era hijo de Stephen Marley y nieto del músico de reggae Bob Marley.

## Biografía
Pasó sus primeros años en Jamaica, donde asistió a la escuela preparatoria Saints Peter and Paul de Kingston, antes de mudarse a Florida para asistir al Palmetto High School y al Miami Dade College, donde estudió ingeniería de estudio.
Debutó en 2014 lanzando, a través de iTunes y Spotify, el EP Comfortable. También apareció en un álbum ganador de un Grammy, Strictly Roots, de Morgan Heritage.
"Burn it Down", "No Way Out" y "Made It" fueron algunas de sus canciones más destacadas. Participó junto con Farruko y Bryant Myers en "Mucho humo" y Busy Signal en "Yo Dawg". También Jo Mersa colaboró con su familia en canciones como "Rude Bwoy" y "Burn it Down".
Falleció en la madrugada del 27 de diciembre de 2022 en un lugar cercano a la ciudad de Miami, Florida, donde fue encontrado inconsciente dentro de su vehículo. Según la Policía de Miami Dade están pendientes los resultados toxicológicos de la autopsia.
De acuerdo a la información difundida por la revista Rolling Stone, el músico de 31 años falleció por una exacerbación aguda de asma tras infectarse con un rinovirus o un enterovirus, que a menudo se presenta con síntomas del resfriado común, esto según documentos de la oficina del médico forense del condado Miami-Dade.
El primer ministro de Jamaica, Andrew Holness, lamentó públicamente su muerte.

## Discografía
- Comfortable EP (2014)[4][8]
- Eternal (2021)[2][8]